# Judyta Rodzińska-Nowak
Judyta Rodzińska-Nowak (ur. 1970 r. w Krakowie) – polska archeolog, specjalizująca się w archeologii okresu przedrzymskiego, rzymskiego i wędrówek ludów na terenie środkowoeuropejskiego Barbaricum; nauczyciel akademicki związany z Uniwersytetem Jagiellońskim. Prodziekan ds. studenckich Wydziału Historycznego Uniwersytetu Jagiellońskiego wybrana na kadencję 2016-2020.

## Życiorys
Urodziła się w 1970 r. w Krakowie. Córka malarza Stanisława Rodzińskiego i siostra historyk sztuki Teresy Rodzińskiej-Chorąży. Jest absolwentką archeologii na Uniwersytecie Jagiellońskim, którą ukończyła w 1995 roku. Od tego czasu zatrudniona w Zakładzie Archeologii Epoki Żelaza Instytutu Archeologii UJ. Uczennica prof. Kazimierza Godłowskiego. Pracę doktorską napisaną pod kierunkiem prof. Piotra Kaczanowskiego pt. Ceramika z młodszego i późnego okresu wpływów rzymskich z osady kultury przeworskiej w Jakuszowicach, stan.2, gm. Kazimierza Wielka, woj. świętokrzyskie obroniła w roku 2002. Stopień naukowy doktora habilitowanego nauk humanistycznych w zakresie archeologii uzyskała w 2013 roku na podstawie rozprawy nt. Gospodarka żywnościowa ludności kultury przeworskiej. W roku 2016 została wybrana na stanowisko prodziekana ds. studenckich Wydziału Historycznego Uniwersytetu Jagiellońskiego.

## Dorobek naukowy
Jej zainteresowania naukowe obejmują zagadnienia w zakresie przemian osadnictwa i gospodarki w okresie przedrzymskim, rzymskim i wędrówek ludów na terenie środkowoeuropejskiego Barbaricum, ze szczególnym naciskiem położonym na kulturę przeworską. Ponadto interesuje się chronologią i zróżnicowaniem lokalnym wytwórczości ceramicznej ludności kultury przeworskiej. Wieloletni uczestnik badań wielokulturowej osady w Jakuszowicach. Brała aktywny udział w rozpoznaniu osadnictwa z okresu rzymskiego w dorzeczu górnego Sanu (badania na stanowiskach w Pakoszówce, Prusieku). Odpowiadała jako główny wykonawca za opracowanie i publikację materiałów z cmentarzyska kultury przeworskiej w Opatowie, woj. śląskie w ramach serii "Monumenta Archaeologica Barbarica". Następnie podjęła pracę nad opracowaniem materiałów z cmentarzyska kultury przeworskiej w Żabieńcu (województwo śląskie) i materiałów zabytkowych pochodzących z terenu górnego dorzecza Sanu.
Do jej najważniejszych publikacji należą:
- Cmentarzysko w Prusieku, gm. Sanok, woj. podkarpackie, stan 25. Uwagi o przenikaniu ludności kultury przeworskiej w strefę Karpat polskich we wczesnym okresie rzymskim, Acta Archaeologica Carpathica, t. XL, 2005, 115-128 (współautor).
- Jakuszowice, stanowisko 2. Ceramika z osady kultury przeworskiej z młodszego i póŹnego okresu wpływów rzymskich i wczesnej fazy okresu wędrówek ludów, Zeszyty Naukowe UJ, Prace Archeologiczne 61, Kraków 2006.
- Prusiek, pow. sanocki, stan. 25. Pierwsze cmentarzysko ludności kultury przeworskiej w polskich Karpatach, Wiadomości Archeologiczne t. LVIII, 2006, Odkrycia, 394-400 (współautor).
- Opatów, Fpl. 1, Ein Gräberfeld der Przeworsk- Kultur  im nordwestlichen Kleinpolen, Monumenta Archaeologica Barbarica, Tomus XV/1 (Katalog), Tomus  XV/2 (Tafeln), Warszawa – Kraków  2011 (książka w dwóch tomach – współautor).
- Gospodarka żywnościowa ludności kultury przeworskiej, Kraków 2012.